# The Musical Box
The Musical Box è una delle canzoni più famose dei Genesis, celebre gruppo di rock progressivo.
È la canzone d'apertura del loro album Nursery Cryme e narra una storia fantastica dal sapore vittoriano, sfiorando i temi della morte, della reincarnazione e dell'amor sensuale.
La canzone fu composta da Rutherford, Philips, Banks e Gabriel (anche se sul disco è attribuita genericamente ai Genesis), poiché scritta prima che Steve Hackett e Phil Collins entrassero a far parte del gruppo.
Essa nacque da una demo composta da Mike Rutherford ed Anthony Phillips (spesso attribuita per errore al solo Phillips) chiamata F Sharp. A tal proposito ricorda Phillips: "Non ricordavo neppure di averla fatta, questa registrazione... la qualità audio è terribile. Comunque, è principalmente opera di Mike."
Gran parte della canzone fu quindi composta da Rutherford e Phillips. I due stavano sperimentando accordature bizzarre sulla chitarra, accordando le ultime corde in fa diesis, e crearono tutta la prima sezione acustica e la seconda sezione, quella rock. Secondo Phillips: l'intro e la successiva sequenza di accordi erano di Rutherford (Phillips aggiungeva degli arpeggi), mentre la sezione rock era di entrambi, con Rutherford che tirò fuori i due accordi di base, e Philips che aggiungeva altri accordi sopra (in seguito eseguiti da Tony Banks con l'organo). Una sezione successiva, più tranquilla, era di Phillips. Tutto il brano fu in seguito rivisto dallo stesso Rutherford dopo che Phillips lasciò la band. La seconda sezione rock, quella con i soli di chitarra e pianoforte elettrico hohner pianet con distorsore , fu composta da Rutherford; la sezione conclusiva invece è stata composta da Rutherford e Banks, e fu aggiunta dopo l'uscita di Phillips: gli arpeggi di chitarra a cui si aggiunge poi l'organo sono opera di Rutherford, mentre quella conclusiva, dopo che Gabriel canta "touch me now, now, now now, now" è opera di Banks. Il contributo di Gabriel al brano consiste principalmente nel testo, poiché dal punto di vista musicale i suoi contributi erano relativamente piccoli: il solo di flauto e la melodia.
Sui crediti di scrittura di Steve Hackett e Phil Collins nel brano, pare che gli altri membri dei Genesis fossero indecisi se darli o meno. La decisione fu che li avrebbero avuti a patto che aggiungessero un abbellimento o un qualcosa in più al brano. Steve Hackett notò che, nonostante il titolo, mancava un carillon: fu così che aggiunse il caratteristico motivetto che viene dopo la frase "Play me my song", che simulava per l'appunto il carillon. Phil Collins, per parte sua, aggiunse una ritmica ad andamento di galoppo, che diede un nuovo senso al brano. 

## Il testo
Il testo di Gabriel, cui si ispira la copertina dell'album, racconta di una bambina di nome Cynthia che, mentre gioca a croquet, decapita con la sua mazza il compagno di giochi Henry. Qualche giorno dopo la bambina entra nella camera di Henry, vi scopre il suo prezioso carillon (in inglese musical box) e lo apre; iniziano così a scorrere le note della filastrocca di Old King Cole (Coel Hen). Lo spirito di Henry si materializza ma inizia ad invecchiare rapidamente, supplicando Cynthia di toccarlo per soddisfare il desiderio mai realizzato in vita, ma la tata di Henry entra nella stanza e, alla visione dello spirito, gli scaglia addosso il carillon, distruggendo entrambi.
(Dal libretto di Nursery Cryme)

## Formazione
- Peter Gabriel - Voce, flauto traverso
- Mike Rutherford - Chitarra acustica a 12 corde, chitarra elettrica, basso elettrico
- Tony Banks - organo hammond l 122,pianoforte elettrico hohner pianet, chitarra acustica
- Steve Hackett - Chitarra solista
- Phil Collins - Batteria, voce